# (695) Bella
(695) Bella es un asteroide perteneciente al cinturón de asteroides descubierto por Joel Hastings Metcalf el 7 de noviembre de 1909 desde el observatorio de Taunton, Estados Unidos.

## Designación y nombre
Bella recibió inicialmente la designación de 1909 JB. Se desconoce la razón de su nombre.

## Características orbitales
Bella orbita a una distancia media del Sol de 2,539 ua, pudiendo alejarse hasta 2,945 ua. Su excentricidad es 0,1595 y la inclinación orbital 13,85°. Emplea en completar una órbita alrededor del Sol 1478 días.
Bella forma parte de la familia asteroidal de María.